# 降水型
降水型（こうすいかた、こうすいがた）とは、
1. 形状などによる降水の種類のこと。雨、雪、雹など。
2. 水の形態と関連させた、成因による降水の種類のこと。温かい雨、冷たい雨、細氷型の3種類がある。雨#雨の形成参照。
3. 総観気象学的観点から見た、成因による降水の種類のこと。本項で解説する。
4. 気候区分の区分基準のひとつで、降水量やその季節変化をもとにした降水の種類のこと。ケッペンの気候区分では、w、s、fなどの降水型がある。

降水型（こうすいかた、こうすいがた）とは、総観気象学的観点から見た、成因による降水の種類のこと。降水現象の原因を、気圧配置に代表されるような広域的な気象の状態から探っていくと、降水をいくつかの型に分けることができる。

## 種類

### 前線性

前線性の降水

前線性降雨。暖気と寒気の衝突によってできる前線の影響が大きい降水。降水域（降水帯）は帯状に分布する。寒冷前線の場合はあまり長くない時間にまとまった雨が降り、温暖前線の場合は比較的長い時間にあまり多くない量の雨が降る。

### 低気圧性
低気圧性降雨。渦状の循環を伴う低気圧の影響が大きい降水。降水域は低気圧の中心部（コア）付近に円形にできる。前線を伴う低気圧の場合は、前線の降水域とつながる。低気圧の性質にもよるが、比較的長い時間にあまり多くない量の雨が降ることが多い。

### 地形性

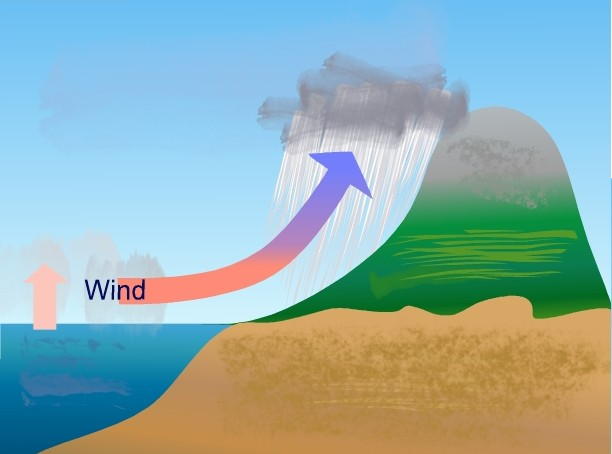
地形性の降水

地形性降雨。地形性の上昇気流の影響が大きい降水。降水域は山脈と平行に分布し、山頂から見て風上側の山麓に分布する。また、地形性降雨の際は、山頂から見て風下側の山麓に、フェーン現象による乾燥した風が吹く雨陰が発生する。地形によってさまざまで、海洋の近くの山脈では強い雨、盆地側の山脈や内陸の山脈では弱い雨になりやすい。低い山脈では風下側にも雨が及んで、地形性になりきれずに対流性になる。

### 対流性
対流性降雨。非地形性の上昇気流の影響が大きい降水。降水域は、広域的な大気不安定の場合円形のものが散在し、収束線の場合帯状に分布する。短い時間にまとまった雨が降り、降水量の変化が激しい。熱帯の海洋で多く見られる。また、熱帯や夏季の温帯の陸上では、地形の影響を若干受けた対流性降雨が多く見られる。スコールや夕立と呼ばれるものの多くがこれに該当する。

### 台風性
台風性降雨。台風の影響が大きい降水。対流性降雨、前線性降雨、低気圧性降雨の特徴を持つ。降水域は、台風の中心の周りに太いドーナツ状に分布し、中心部（目）付近は降水が無いか少ない。周辺部ではスパイラル・バンドに伴う帯状の降水域が螺旋状に複数伸び、中心から離れたところには降水域の塊を形成することがある。